# 彼爾姆區

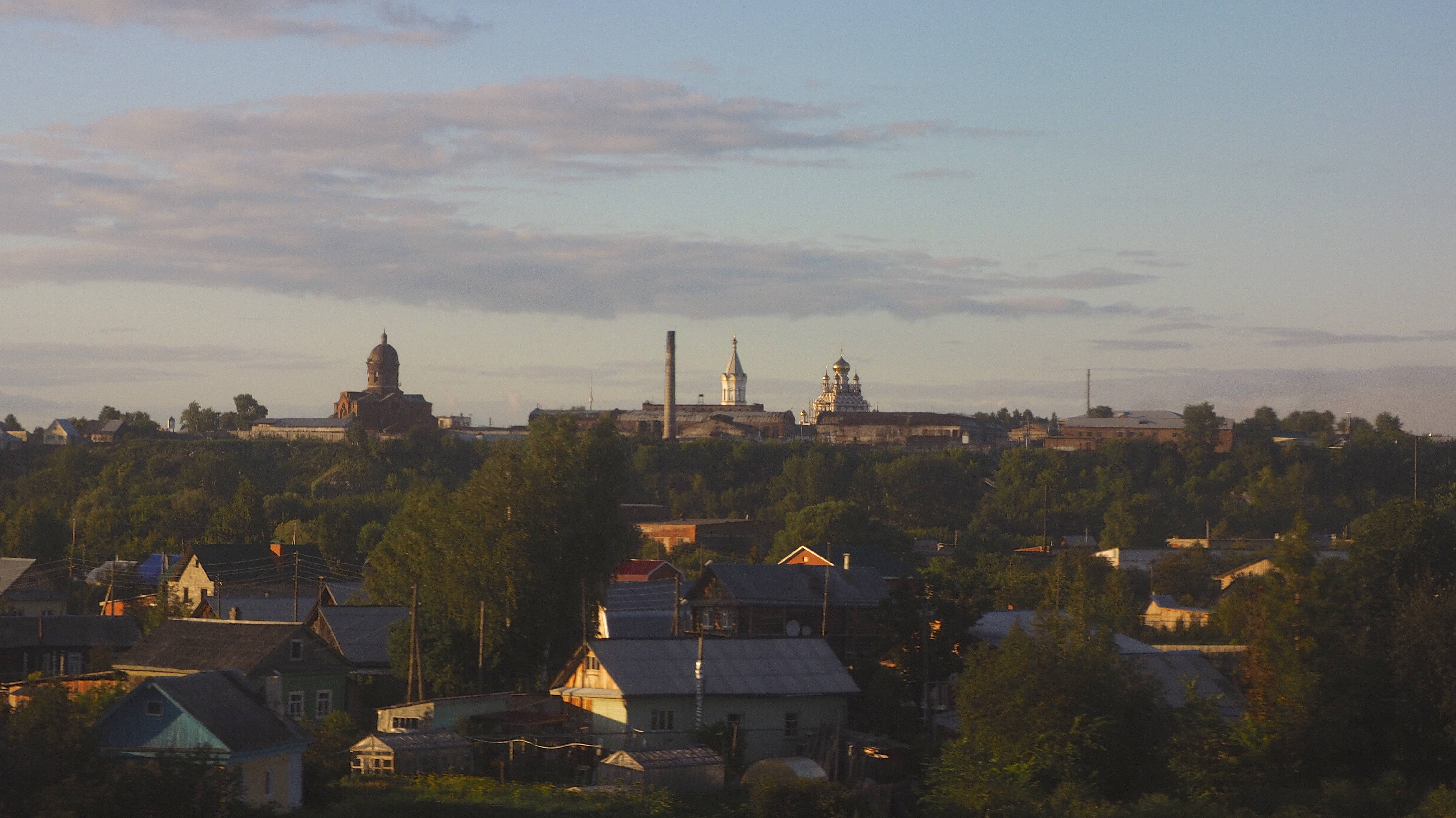

57°47′28″N 56°07′01″E / 57.791°N 56.117°E
彼爾姆區（俄语：Пермский район），是俄羅斯的一個區，位於該國中西部，由彼爾姆邊疆區負責管轄，始建於1939年3月26日，面積3,753平方公里，2010年人口103,444，人口密度每平方公里27.56人。